# Portoryko na Letnich Igrzyskach Olimpijskich 1948
Portoryko na Letnich Igrzyskach Olimpijskich 1948 reprezentowało 9 zawodników, tylko mężczyzn.

## Zdobyte medale
| Medal | Zawodnik     | Dyscyplina sportowa | Konkurencja  |
| ----- | ------------ | ------------------- | ------------ |
| Brąz  | Juan Venegas | Boks                | waga kogucia |